# Головинский, Матвей Васильевич
Матве́й Васи́льевич Голови́нский (фр. Mathieu Golovinski; 6 марта 1865, Ивашевка, Симбирская губерния, Российская империя — 1920, Петроград) — русско-французский журналист, сотрудник Охранного отделения, позже член Всероссийской федерации анархистов-коммунистов. По господствующей в историографии версии, Головинскому принадлежит текст «Протоколов сионских мудрецов».

## Биография
Матвей Головинский родился 6 марта 1865 года в Ивашевке Симбирской губернии. Сын участника дела петрашевцев Василия Головинского, приговорённого вместе с Ф. М. Достоевским к смертной казни и вместе с ним же и помилованного.
Отец умер, когда Матвею было 10 лет, его воспитывали мать и французская гувернантка. После школы Головинский изучал юриспруденцию. Работал журналистом, сначала в России, а с 1900 года — во Франции, будучи сотрудником газеты Le Figaro.

## Авторство «Протоколов»
Авторство «Протоколов сионских мудрецов» является предметом дискуссии историков. В исследованиях, посвящённых этой проблеме, в качестве автора чаще всего называется имя Головинского. Считается, что именно Головинский составил «Протоколы», работая под руководством полицейского чиновника Петра Рачковского. Версия об авторстве Головинского изначально опиралась на свидетельство польско-французской писательницы Катажины Ржевуской-Радзивилл и американки Генриетты Херблат. Эта версия подвергалась критике как сторонниками подлинности «Протоколов» (например, генералом Александром Нечволодовым), так и теми, кто был уверен в их поддельности — в частности, Владимиром Бурцевым и Борисом Николаевским. Бурцев указывал, что Головинский уехал из Парижа гораздо раньше, чем, по версии Радзивилл и Херблат, работал над созданием «Протоколов».
16 ноября 1999 года петербургский историк Михаил Лепёхин опубликовал во французском журнале L’Express материалы, которые доказывают, что автором «Протоколов» был именно Головинский. Согласно выводам Лепёхина, Головинский работал в Париже в Le Figaro вместе с Шарлем Жоли (1860—1905) — по-видимому, сыном Мориса Жоли. По версии Лепёхина, в начале 1902 года Шарль Жоли побывал как корреспондент «Фигаро» в Санкт-Петербурге, где «Протоколы» впервые упоминались публично в апреле того же года. Вадим Скуратовский, опровергая аргумент Бурцева об отсутствии Головинского в Париже, утверждает, что тот бывал во Франции позднее и имел там резиденцию. Скуратовский поддерживает версию об авторстве Головинского, опираясь на текстологический сравнительный анализ.

## В художественной литературе
Головинский — одно из действующих лиц романа Умберто Эко «Пражское кладбище». По сюжету романа, настоящим создателем протоколов является вымышленный протагонист, капитан Симонини (по заказу Рачковского), а Головинский курирует его работу над протоколами.